# كريم الهاني
كريم الهاني  (1988 المغرب) هو لاعب كرة قدم مغربي.

## روابط خارجية
- كريم الهاني على موقع قاعدة بيانات كرة القدم.إي يو (الإنجليزية)
- كريم الهاني على موقع AS.com (الإسبانية)